# Buchwaldoboletus

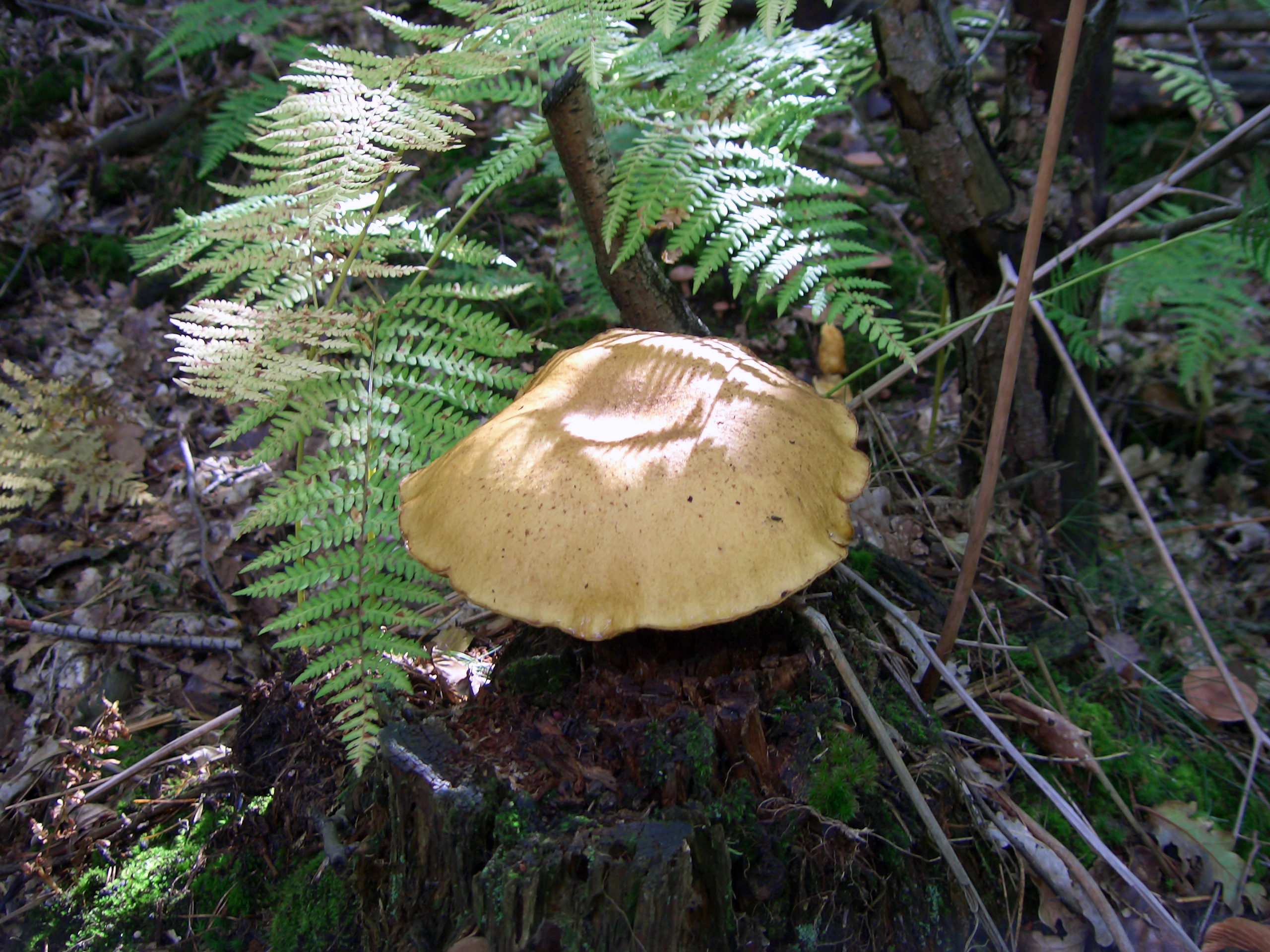
Złociec siarkowy

Buchwaldoboletus Pilát (złociec) – rodzaj grzybów z rodziny borowikowatych (Boletaceae).

## Charakterystyka
Do rodzaju Buchwaldoboletus należą gatunki, które początkowo należały do rodzaju Boletus (borowik). Jednak borowiki to grzyby mykoryzowe, tymczasem niektóre gatunki stale znajdywano na pniakach drzew i na resztkach martwego drewna. Z tego powodu w 1969 roku Albert Pilát utworzył nowy rodzaj Buchwaldoboletus, do którego należą grzyby saprotroficzne. Włączył do niego gatunki Boletus lignicola i Boletus hemichrysus, później do rodzaju tego dołączono inne gatunki. Współczesne badania sekwencji DNA potwierdzają, że Buchwaldoboletus jest potencjalnie odrębnym rodzajem – ale ta odrębność opiera się tylko na dwóch sekwencjach nukleotydów. Ponadto, dotychczasowe badania genetyczne miały trudności z wyartykułowaniem wystarczającego uzasadnienia dla oddzielenia Buchwaldoboletus od Rubinoboletus i Chalciporus, które są bardzo blisko spokrewnione.

## Systematyka i nazewnictwo
Pozycja w klasyfikacji: Boletaceae, Boletales, Agaricomycetidae, Agaricomycetes, Agaricomycotina, Basidiomycota, Fungi (według Index Fungorum).
Rodzaj został utworzony
Nazwa pochodzi od nazwiska duńskiego mykologa i patologa roślin Nielsa Fabritiusa Buchwalda (1898–1986) i została nadana z okazji jego 70. urodzin.
Obecnie w rodzaju Buchwaldoboletus znajduje się 12 gatunków saprofitycznych lub pasożytniczych, a więc nietypowych pod względem odżywiania się dla rodziny Boletaceae. Z Europy znane są dwa z nich: Buchwaldoboletus hemichrysus i Buchwaldoboletus lignicola.
Polska nazwa rodzajowa złociec według rekomendacji nr 1/2021 wydanej przez Komisję ds. Polskiego Nazewnictwa Grzybów przy Polskim Towarzystwie Mykologicznym.

## Gatunki
- Buchwaldoboletus acaulis (Pegler) Both & B. Ortiz 2011
- Buchwaldoboletus brachyspermus (Pegler) Both & B. Ortiz 2011
- Buchwaldoboletus duckeanus (Singer) Both & B. Ortiz 2011
- Buchwaldoboletus hemichrysus (Berk. & M.A. Curtis) Pilát 1969 – złociec siarkowy
- Buchwaldoboletus kivuensis (Heinem. & Gooss.-Font.) Both & B. Ortiz 2011
- Buchwaldoboletus lignicola (Kallenb.) Pilát 1969 – złociec czerwonawy
- Buchwaldoboletus parvulus (Natarajan & Purush.) Both & B. Ortiz 2011
- Buchwaldoboletus pontevedrensis Blanco-Dios 2013
- Buchwaldoboletus pseudolignicola (Neda) Both & B. Ortiz 2011
- Buchwaldoboletus spectabilis Watling 1988
- Buchwaldoboletus sphaerocephalus (Barla) Watling & T.H. Li 2004
- Buchwaldoboletus xylophilus (Petch) Both & B. Ortiz 2011

Wykaz gatunków (nazwy naukowe) na podstawie Index Fungorum. Nazwy polskie według rekomendacji nr 1/2021 wydanej przez Komisję ds. Polskiego Nazewnictwa Grzybów.